# ذيل نجمي

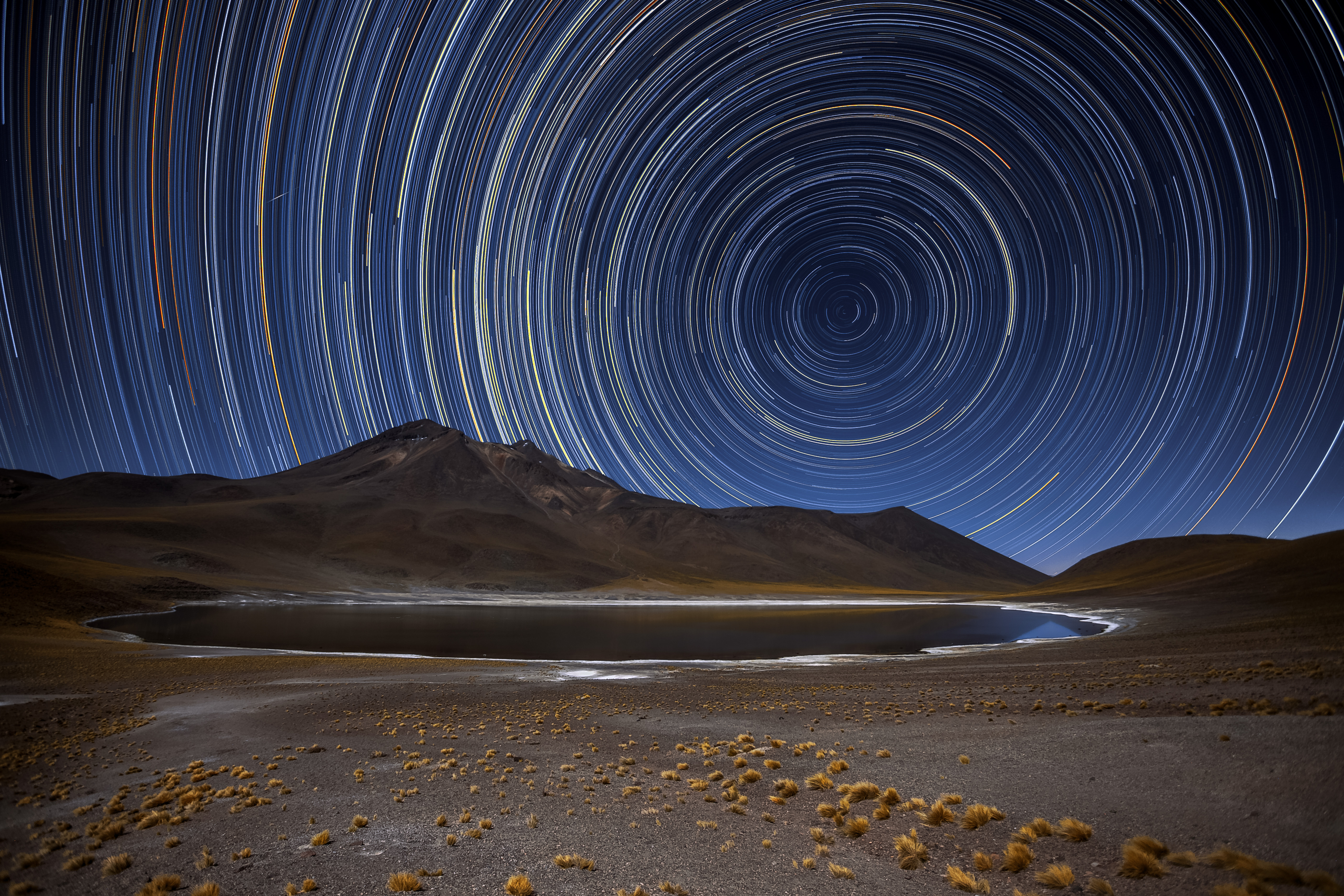
كل ال نجوم في سماء الليل تبدو أنها تدور حول عامود سماوي (القطب الجنوبي). علي مدي عدة ساعات، هذه الحركة النهارية تترك ذيل نجمي.

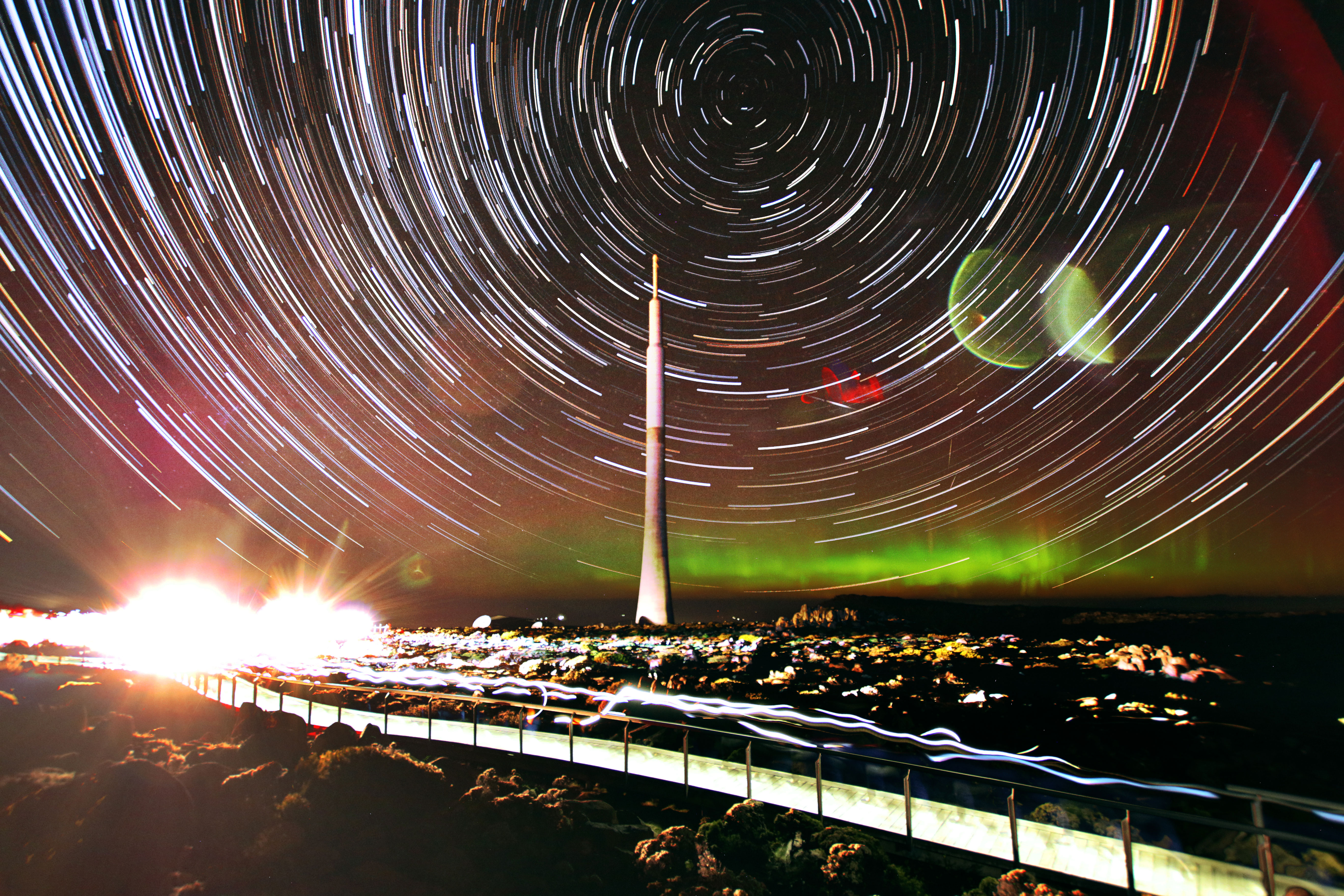
ذيل نجمي مصور من جبل ولينحتون، تسمانيا. شفق أسترالي ظاهرة في الخلفية.

الذيل النجمي هو نوع من التصوير يستخدم وقت تعريض طويل المدي لالتقاط الحركة النهارية للنجوم في سماء الليل بفعل دوران الأرض. تصوير الذيل النجمي يظهر النجوم الفردية كشرائط منحنية عبر الصورة، ويزيد طول هذه الأقواس كلما زادت مدة التعريض.
تتراوح سرعات المصراع التقليدية لالتقاط الذيول النجمية من 15 دقيقة[بحاجة لمصدر] لعدة ساعات، وتتطلب إعداد بصيلة علي الكاميرا لفتح المصراع لمدة أطول من المعتاد. استُخدمت الذيول النجمية من قبل علماء الفلك المحترفين لقياس جودة مواقع الرصد للتلسكوبات الكبيرة.

## التقاط صور الذيول النجمية

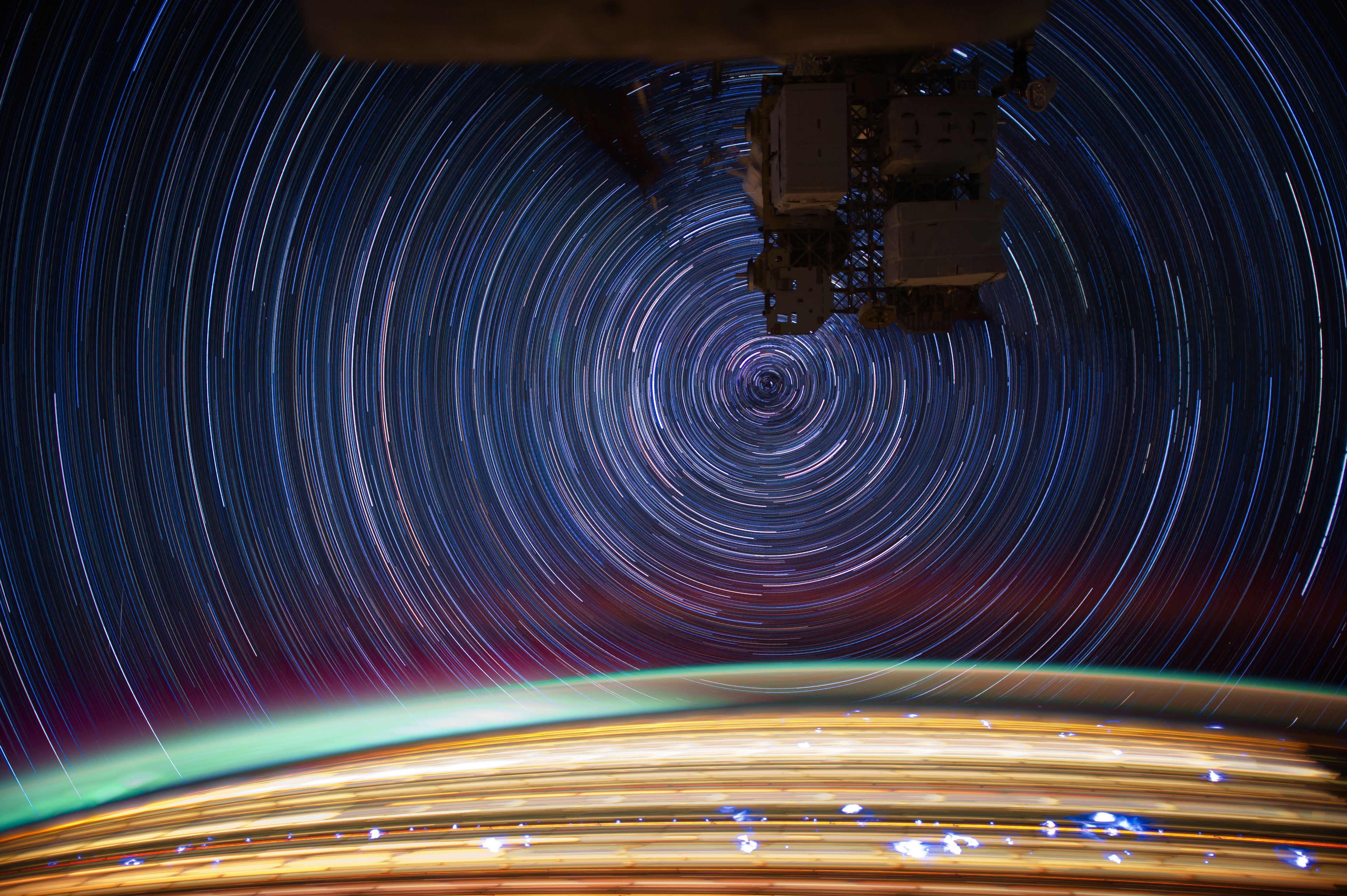
ذيول نجمية مصورة من المحطة الفضاء الدولية في مدار أرضي منخفض

يتم التقاط صور ذيول النجوم بتثبيت كاميرا علي حامل ثلاثي القوائم، و توجيه العدسة نحو سماء الليل، و السماح للمصراع بالانفتاح لفترة طويلة. تعتبر الذيول النجمية سهلة صنعها نسبيًا بالنسبة إلي مصورون الفلك الهواة. يصنع المصورون عمومًا هذه الصور باستخدام كاميرا SLR بضبط تركيز عدسة الكاميرا إلي لا نهائي. يسم كابل المصراع للمصور بفتح المصراع للمدة المرغوب بها. أوقات التعريض العادية تتراوح من 15 دقيقة إلي ساعات كثيرة، علي حسب الطول المرغوب لذيول النجوم بالصورة. [4] بالغرم من كون صور ذيول النجوم يتم صنعها تحت أصواء منخفضة، أوقات التعريض الطويلة تسمح بالأفلام الفوتوغرافية السريعة، كISO 200 و ISO 400. [3] الفتحات الواسعة، ك f/5.6 و f/4، مرشحة لذيول النجوم. [2][5]
لأن أوقات التعريض لصور الذيول النجمية يمكنها أن تستغرق ساعات عديدة، بطاريات الكاميرات يمكنها أن تستنذف بسهولة. الكاميرات الميكانيكية التي لا تتطلب بطارية لفتح أو إغلاق الصارع تملك أفضلية علي أفلام حديثة أكثر والكاميرات الرقمية التي تعتمد علي طاقة البطاريات. علي هذه الكاميرات، إعداد تعريض البصيلة, أو B، تبقي الصارع مفتوحًا. مشكلة أخري من التي تواجه الكاميرات الرقمية هي زيادة في ضجة المكشف مع زيادة وقت التعريض. [2] قام رائد الفضاء الأمريكي دون بيتيت بتسجيل الذيول النجمية بكاميرا رقمية من محطة الفضاء الدولية بمدار الأرض بين أبريل ويونيو، 2012. وصف بيتيت طريقته كالتالي : "صور الذيول النجمية الخاصة بي يتم التقاطها باستخدام وقت تعريض يصل إالي حوالي 10 إلي 15 دقيقة. ولكن، مع الكاميرات الرقمية الحديثة 30 ثانية هي أطول مدة تعريض ممكنة، بسبب كون ضوضاء المكشف الإلكتروني ويثلج الصورة. للوصول إلي مدة تعريض أطول أفعل أنا ما يفعل الكثير من الفلكيون الهواة. التقط عدة تعريضات مدتهم 30 ثانية، ثم أكومهم باستخدام برنامج رسوم، منتجًا التعريض الأطول.

## دوران الأرض
صور الذيول النجمية ممكنة بسبب دوران الأرض حول محورها، الحركة النهارية للنجوم مسجلة غالبًا كشرائط منحنية علي الفيلم أو المكشف. [2] للراصدين بالثطب الشمالي، توجيه الكاميرا نحو الشمال تصنع صورة باتحاد مركزي ذو أقواس دائرية متركزة علي القطب السماوي الشمالي (قريب جدُا من نجم الشمال). لهؤلاء بالقطب الجنوبي، يتم تحقيق نفس التأثير بتوجيه العدسة جنوبًا. بهذه الحالة، الأقواس الشريطية تكون متمركزة علي القطب السماوي الجنوبي (قريب من نجم القطب الجنوبي). يظهر توجيه الكاميرا نحو الشرق أو الغرب شرائط مستقيمة علي خط الاستواء السماوي ، والذي هو مائل بزاوية نظرًا إلي خط الأفق. القياس الزاوي لهذه الإمالة تعتمد علي موقع المصور بالنسبة إلي دوائر العرض [2] (L)، والتي تساوي 90° − L.

## اختبار الموقع النجمي
يمكن استخدام مصورون الذيول النجمية من قبل علماء الفلك لتحديد جودة موقع لمراصد التلسكوبات. تم استخدام مراقبات الذيول النجمية لنجم الشمال لقياس جودة الرؤية في الغلاف الجوي، والذبذبات في أجهزة تركيب التلسكوبات. [8] أول اقتراح مسجل لهذه التقنية هو من كتاب E.S. Skinner دليل التصوير الفوتوغرافي السماوي لسنة 1931. [9]

## معرض الصور والفيديوهات

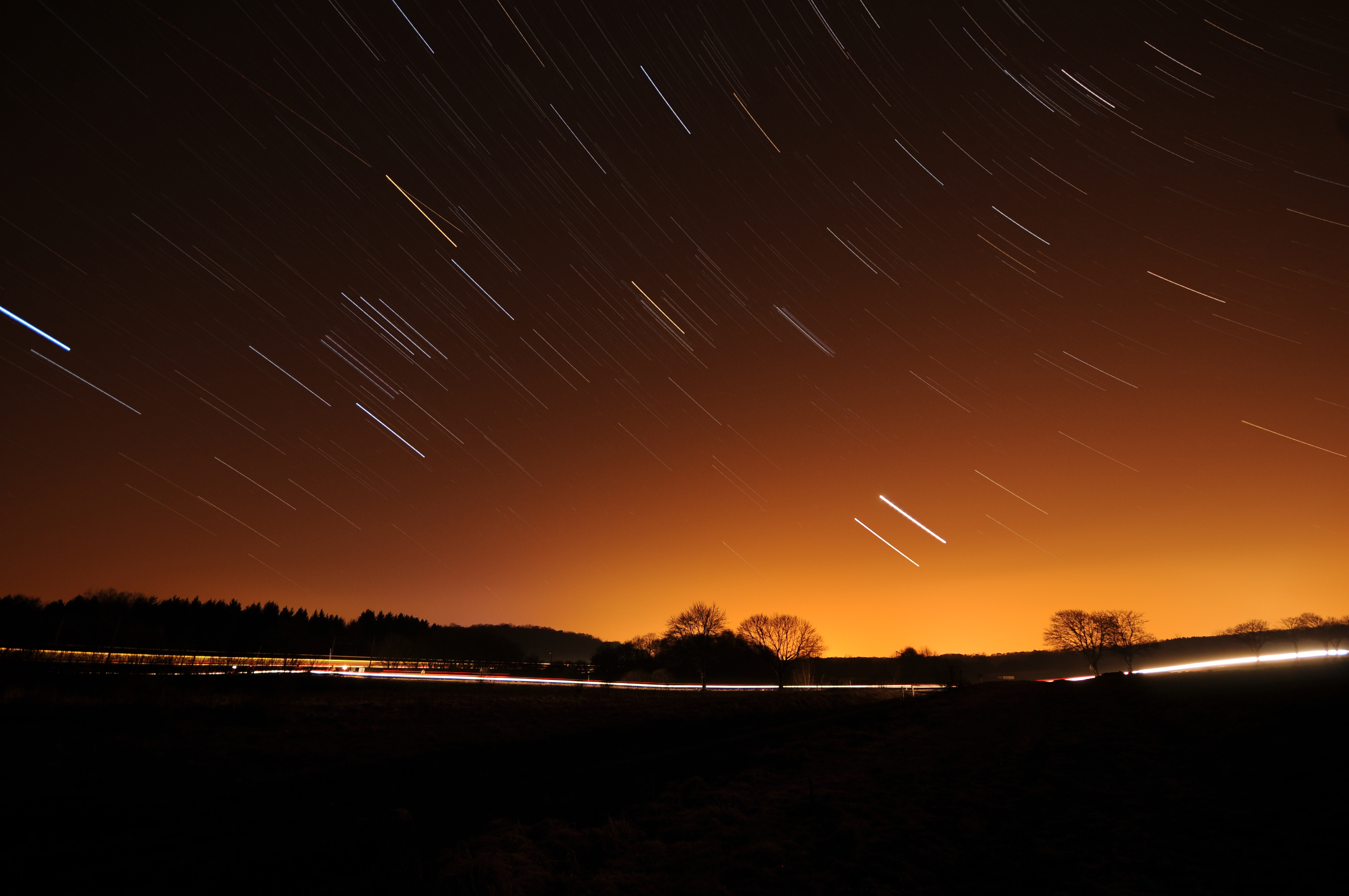
ذيول نجمية تم التقاطها بالتوجه نحو الشمال الغربي.
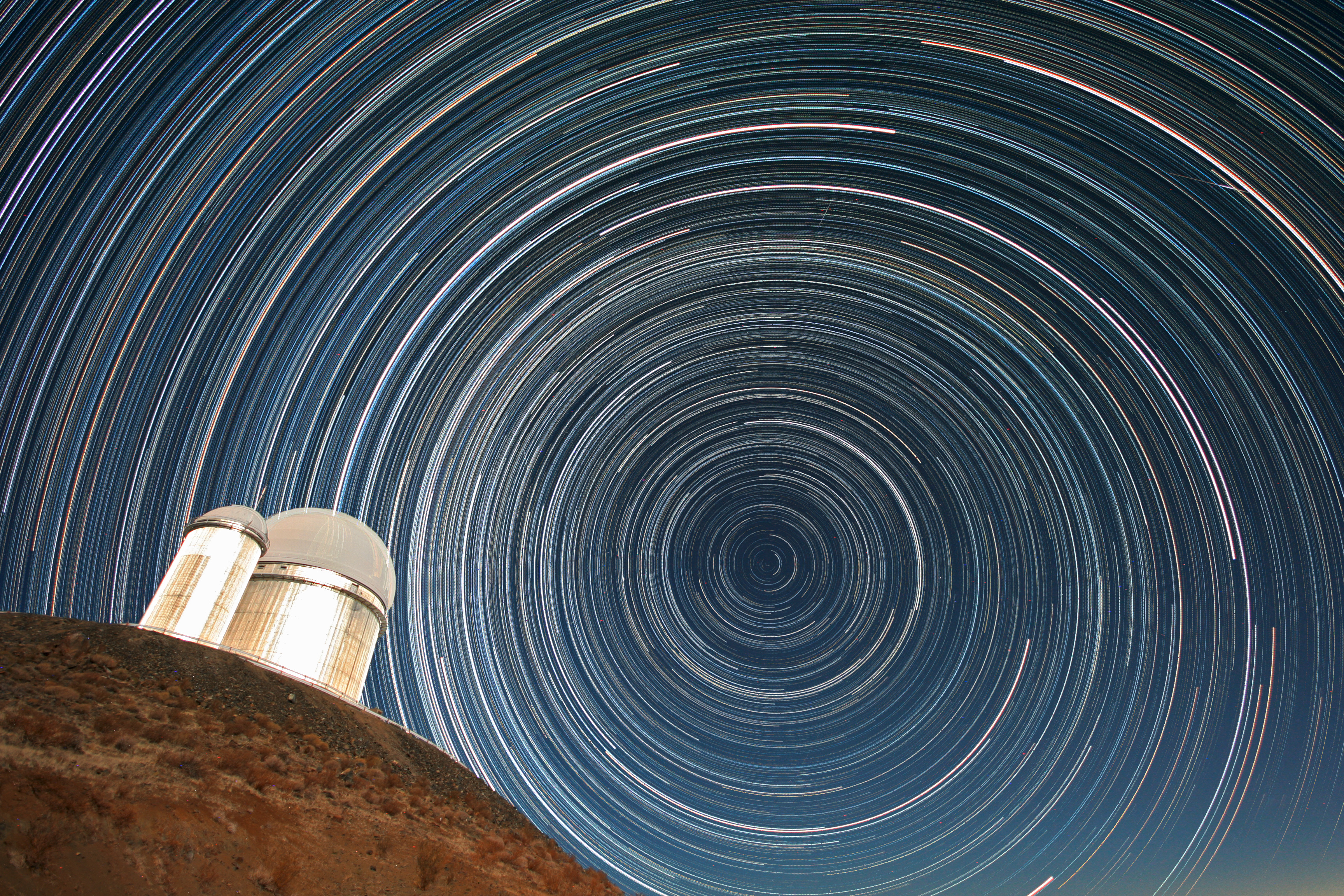
ذيول نجمية فوق ESO 3.6 m تلسكوب  [لغات أخرى]‏.
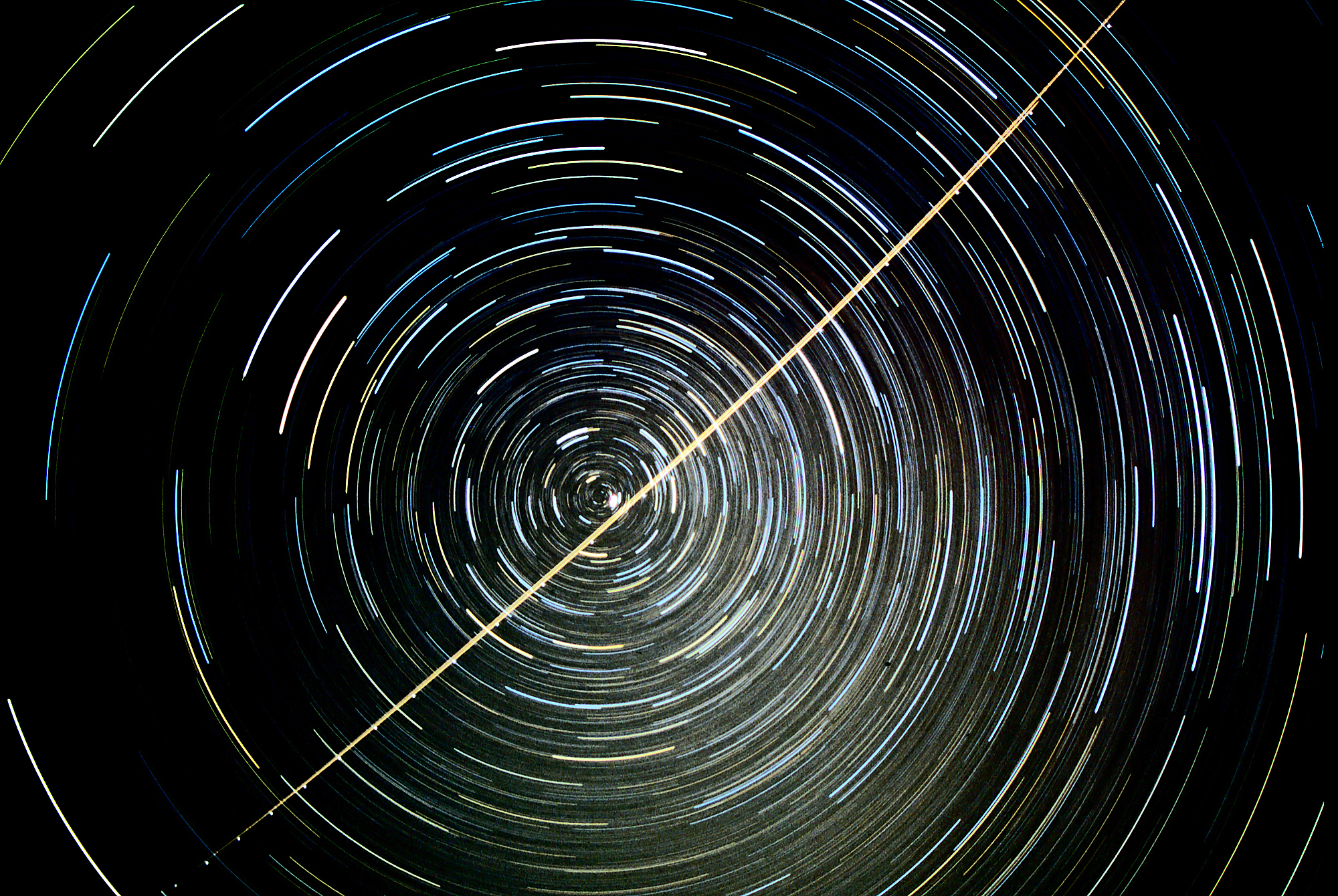
صورة للذيول النجمية تظهر الحركة النهارية للنجوم حول القطب القطب السماوي؛ نجم الشمال هو النجم الأسطع بقرب القطب, فوق أثر النفاسة.
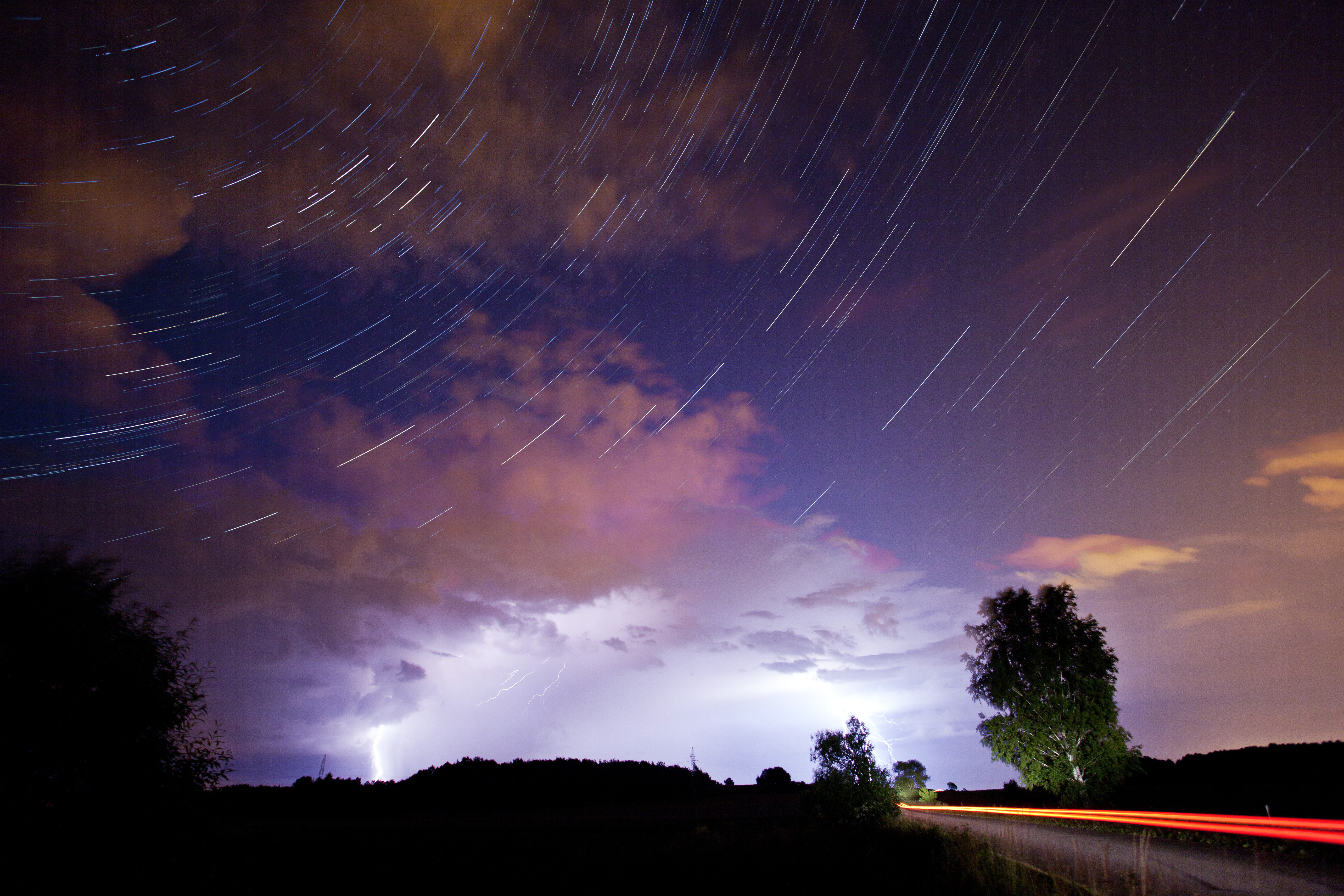
كوكبة ذات الكرسي أعلي عاصفة رعدية.
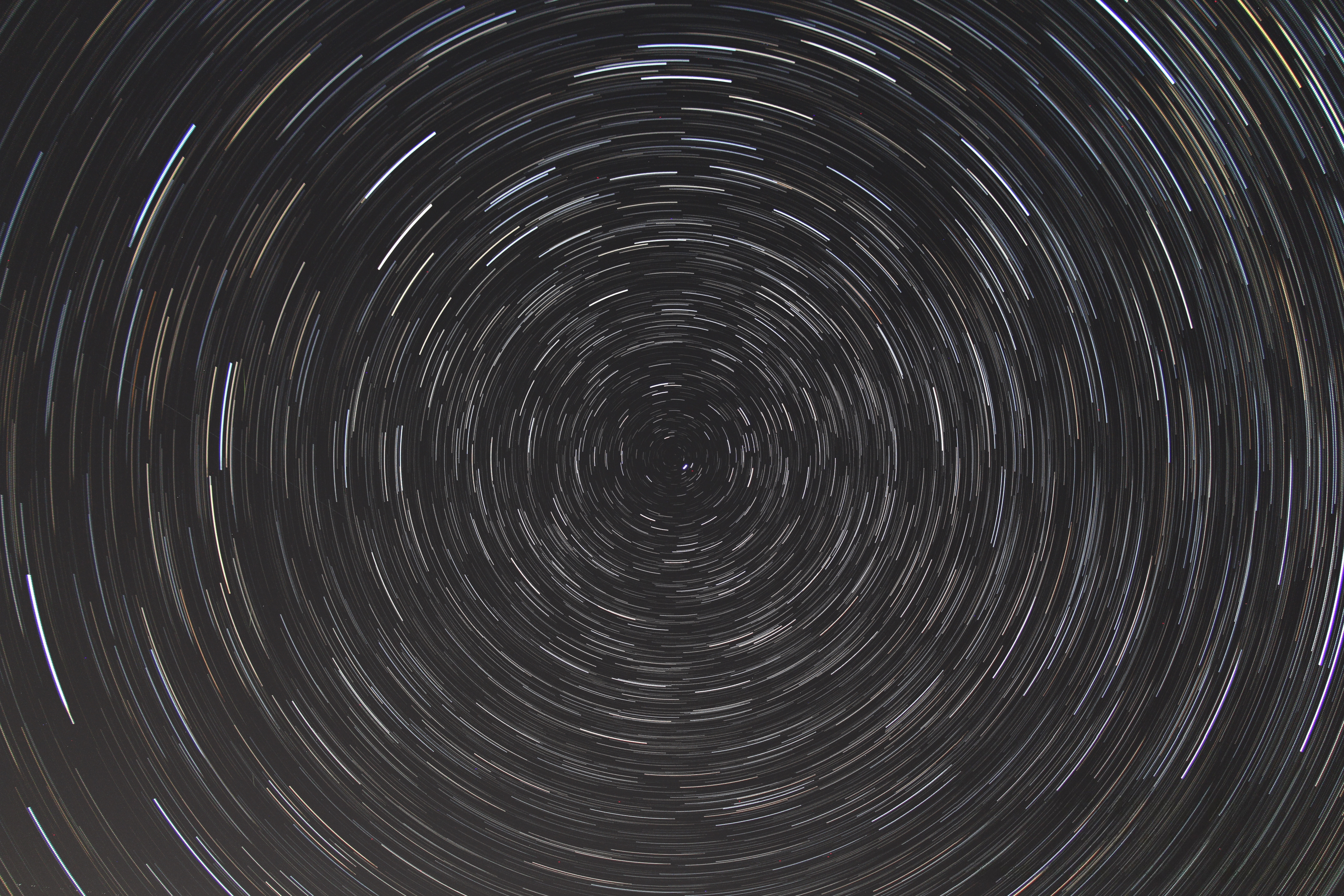
ذيل نجمي تم التقاطه في حديقة ووتروركس برايري, أيوا.
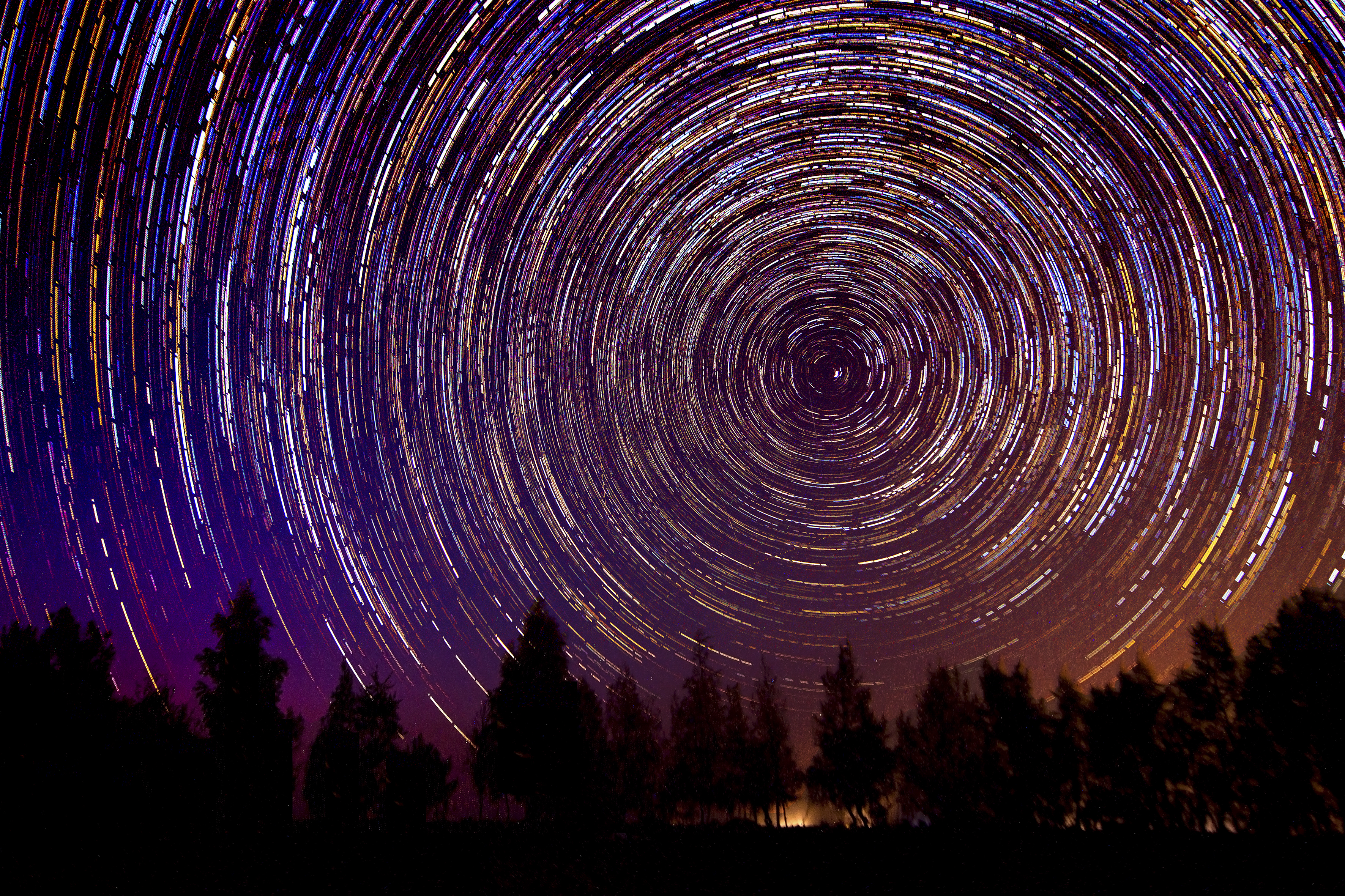
ذيل نجمي بالفيوم، مصر.